# Faile (konstnärskollektiv)
Faile är ett internationellt konstnärskollektiv som huvudsakligen använder sig av det offentliga rummet som scen. Verksamheten påbörjades år 1999 och utgick från Brooklyn, New York.